# Limnophora uniseta
Limnophora uniseta är en tvåvingeart som beskrevs av Stein 1916. Limnophora uniseta ingår i släktet Limnophora och familjen husflugor. Arten är reproducerande i Sverige. Inga underarter finns listade i Catalogue of Life.